# Tim O'Brien (scrittore)
William Timothy O'Brien, meglio noto come Tim O'Brien (Austin, 1º ottobre 1946), è uno scrittore statunitense, conosciuto soprattutto per aver scritto riguardo alla guerra del Vietnam e sull'impatto che ebbe sui soldati statunitensi che vi parteciparono.
Il suo lavoro più famoso è Quanto pesano i fantasmi (The Things They Carried), una collezione di racconti brevi semi-autobiografici e collegati tra loro, ispirati dalle esperienze di guerra che O'Brien aveva vissuto in Vietnam.

## Vita e carriera
Tim O'Brien nasce ad Austin, nel Minnesota, il 1º ottobre 1946, figlio primogenito di William Timothy O'Brien, un venditore assicurativo, e di Ava Eleanor Schultz, un'insegnante di scuola elementare. I suoi genitori si incontrarono mentre entrambi prestavano servizio nella Marina degli Stati Uniti durante il teatro del Pacifico della seconda guerra mondiale. Nel 1956, quando aveva dieci anni, la sua famiglia, che comprendeva anche una sorella e un fratello più piccoli, si trasferì a Worthington, città rurale collocata nella parte sud-occidentale dello stato ai margini del lago Okabena. La sopracitata città ebbe grande influenza nello sviluppo di O'Brien come autore ed è stata scelta come ambientazione per alcuni dei suoi racconti, specialmente quelli contenuti nel romanzo Quanto pesano i fantasmi. Durante gli anni della locale Worthington Senior High School, si interessò di diversi racconti degli Hardy Boys e di alcuni dei più grandi pensatori della storia, comprendenti Erich Fromm, Platone e Aristotele.
Si laureò in scienze politiche presso il Macalester College di Saint Paul nel 1968, dove era stato anche presidente del corpo studentesco e coinvolto nelle manifestazioni pacifiste contro la guerra del Vietnam. Nell'agosto dello stesso anno fu chiamato al servizio di leva e arruolato nell'Esercito degli Stati Uniti, venendo inviato di guarnigione nella provincia di Quang Ngai, in Vietnam, nel febbraio del 1969. Lì prestò servizio con la qualifica di fante nella 3ª Squadra, 3º Plotone, Compagnia A, 5º Battaglione del 46º Reggimento di Fanteria, nella stessa divisione (la 23ª Divisione Fanteria) una cui unità fu protagonista del noto massacro di My Lai. O'Brien ha dichiarato che quando il suo reparto arrivò nell'area attorno a My Lai «ci chiedevamo tutti perché il posto fosse così ostile. Non sapevamo che ci fosse stato un massacro l'anno prima. La notizia al riguardo venne fuori in seguito, quando eravamo lì, e allora capimmo». Durante un combattimento fu ferito dalle schegge di una granata, venendo decorato con il Cuore Viola e la Stella di Bronzo.
Terminato il suo turno di sette mesi in Vietnam nel marzo 1970, O'Brien si congedò con il rango di sergente e si iscrisse a un dottorato dell'Università di Harvard, ma lo abbandonò poco tempo dopo per frequentare un tirocinio presso il The Washington Post. La sua carriera di scrittore iniziò ufficialmente nel 1973 con l'uscita di Mettimi in un sacco e spediscimi a casa (If I Die in a Combat Zone, Box Me Up and Ship Me Home), che narra delle sue esperienze di guerra. O'Brien scrive: «Può il fante insegnare qualcosa di importante riguardo alla guerra, per il solo fatto di esserci stato? Penso di no. Può raccontare storie di guerra».
Sebbene O'Brien ricordi spesso come non sia suo compito discutere circa la condotta della guerra in Vietnam, occasionalmente si concede qualche commento: parlando anni dopo riguardo alla sua giovinezza e alla guerra O'Brien definì la sua città «una città che si congratula ogni giorno con se stessa della propria ignoranza del mondo: una città che ci ha portato in Vietnam. Le persone in quella città che mi hanno mandato in guerra, sapete, non erano in grado di compitare il nome "Hanoi" nemmeno se gli suggerivi tre vocali.»
Ponendo a contrasto la continua, interminabile ricerca di prigionieri di guerra e dispersi statunitensi in Vietnam con la realtà dei morti vietnamiti, definisce la prospettiva statunitense un «perverso e oltraggioso doppio standard. Che accadrebbe a parti inverse? Che accadrebbe se i vietnamiti ci domandassero, o imponessero, di localizzare ed identificare ognuno dei loro dispersi? I soli numeri lo renderebbero impossibile: 100.000 [dispersi vietnamiti] è una stima prudente. Forse sono il doppio. Forse il triplo. Dalla mia frammentaria esperienza - un anno in guerra, un paio di occhi - posso testimoniare del perpetuo anonimato della maggioranza delle morti vietnamite.»
O'Brien vive dal 2010 nel Texas centrale con la moglie Meredith Baker (sposati dal 2001), un'insegnante di recitazione, e i loro due figli Timmy (nato nel 2003) e Tad (nato nel 2005), dove scrive nel tempo libero e tiene una cattedra di scrittura creativa presso la Texas State University ad anni alterni. Negli altri periodi tiene workshop di scrittura creativa.

## Premi e onorificenze
O'Brien ha vinto nel 1979 il National Book Award per Going After Cacciato. Il suo romanzo In the Lake of the Woods ha vinto il James Fenimore Cooper Prize for Best Historical Fiction nel 1995. Nell'agosto 2012, O'Brien ha ricevuto il Dayton Literary Peace Prize Foundation's Richard C. Holbrooke Distinguished Achievement Award. Nel giugno 2013 O'Brien ha vinto il Pritzker Military Library Literature Award, per un importo di 100.000 dollari

## Opere
- Mettimi in un sacco e spediscimi a casa (If I Die in a Combat Zone, Box Me Up and Ship Me Home) (1973), Milano, Piemme, 2011
- Northern Lights (1975)
- Where Have You Gone, Charming Billy? (1975)
- Inseguendo Cacciato (Going After Cacciato) (1978), Milano, Leonardo, 1989 ISBN 9780385283496
- Pesoatomico 238 (The Nuclear Age) (1985), Milano, Vallardi, 1987 ISBN 9780394542867
- Quanto pesano i fantasmi (The Things They Carried) (1990), Milano, Leonardo, 1991 ISBN 9780618706419
- Il mistero del lago (In the Lake of the Woods) (1994), Milano, Mondadori, 1996 ISBN 9780140250947
- Tomcat in Love (1998)
- Luglio per sempre (July, July) (2002), Milano, Feltrinelli, 2004[13]